# 小林弥七
小林 弥七（こばやし やしち、1888年12月22日 - 1967年6月23日）は、日本の政治家。衆議院議員（1期）。

## 経歴
群馬県高崎市出身、早稲田実業学校卒業。高崎佐藤商組合頭取、群馬県糖業連合会会長、上州銀行、利根産業、群馬製菓、信永運輸各(株)取締役、利根木材、森永製品開発、利根産業各(株)取締役社長、高崎商業会議所議員、高崎市農会評議員、群馬県選挙管理委員となる。
1924年の第15回衆議院議員総選挙において群馬2区から実業同志会公認で立候補して当選した。衆議院議員を1期務めた。1928年の第16回衆議院議員総選挙には立候補しなかった。1967年死去。